# Hochberg (Scheidegg)
Hochberg (westallgäuerisch: Hoberg) ist ein Gemeindeteil der Marktgemeinde Scheidegg im bayerisch-schwäbischen Landkreis Lindau (Bodensee).

## Geographie
Die Einöde grenzt im Westen unmittelbar an den Ort Scheidegg und wird mittlerweile diesem zugeordnet.

## Ortsname
Der Ortsname bedeutet auf dem hohen Berg.

## Geschichte
Hochberg wird erstmals 1950 mit drei Wohngebäuden im Ortsverzeichnis genannt, davor nur als Flurname.